# Obelisco della Minerva

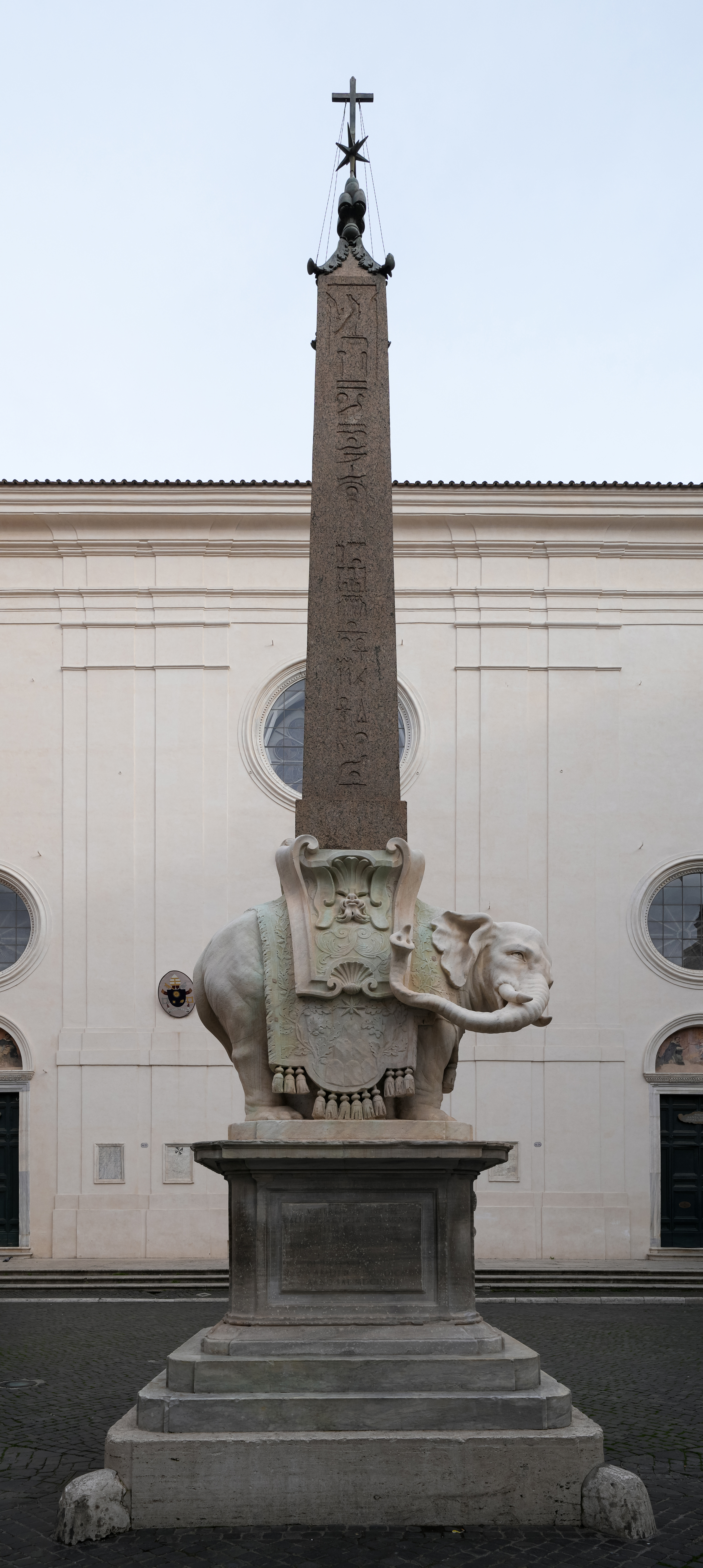
Obelisk mit Berninis Elefant auf der Piazza della Minerva

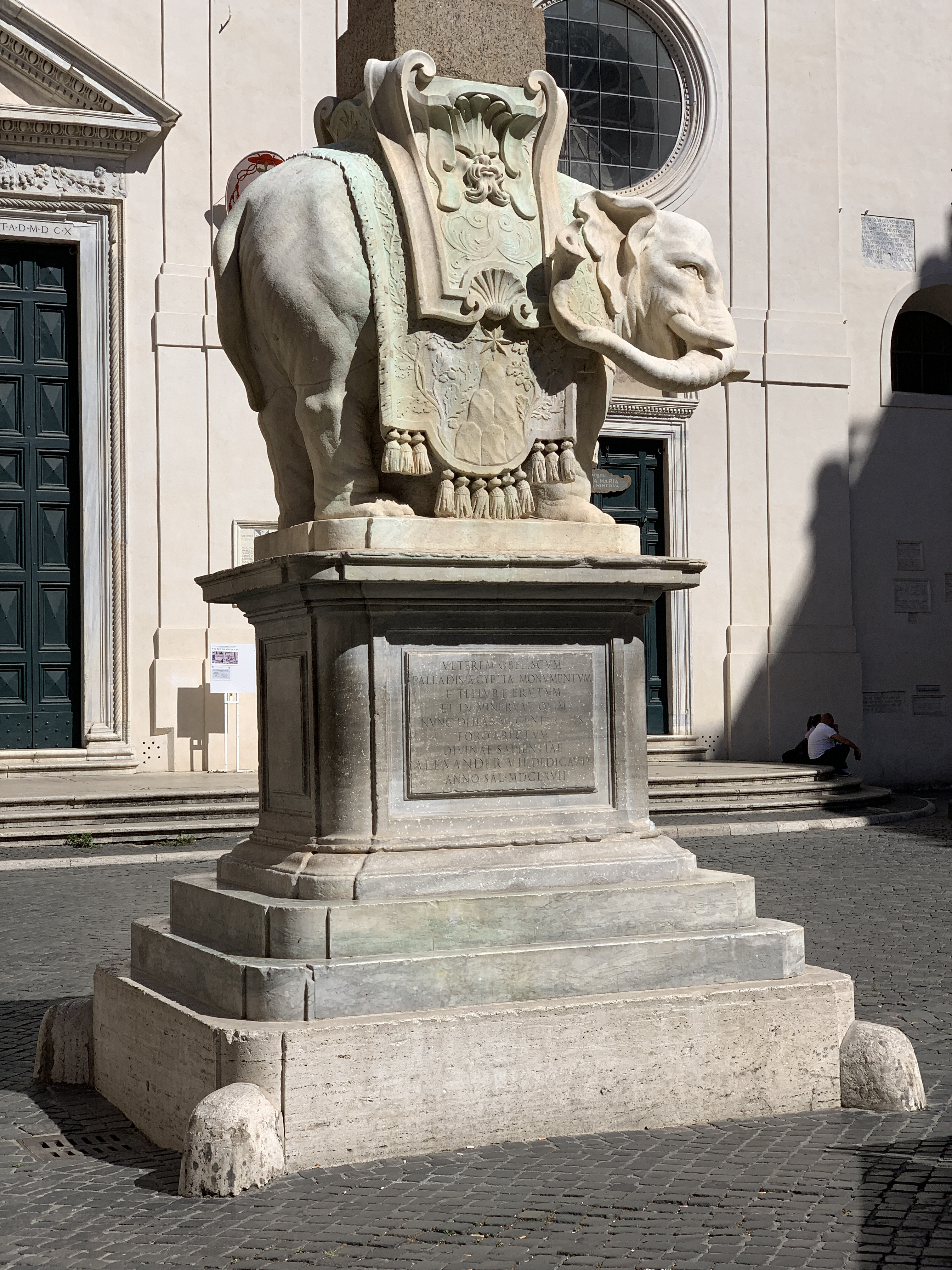
Stufenbau, Postament und Elefant von 1677

Der Obelisco della Minerva ist ein ägyptischer Obelisk in Rom.

## Geschichte und Beschreibung
Der Obelisk Minerveo aus Rosengranit stand ursprünglich in der ägyptischen Stadt Sais, wo er 587 v. Chr. von Pharao Psammetich II. errichtet wurde. In Rom wurde er vor dem Tempel der Isis (Iseum Campense) aufgestellt und 1665 im Garten des Dominikaner-Klosters Santa Maria sopra Minerva wiedergefunden. 1667 entschied Papst Alexander VII. Chigi, den Obelisken vor der Kirche des Klosters aufzustellen. Der Dominikaner Domenico Paglia schlug vor, ihn auf sechs kleine Hügel zu stellen, wie sie im Wappen der Chigi zu sehen sind, mit einem Hund an jeder Ecke als Hinweis auf die Dominikaner, die domini canes (Hunde des Herrn). Der Papst lehnte den Plan ab und beauftragte Bernini.
Berninis Entwurf platzierte den mit 5,47 Meter kleinsten der römischen Obelisken stattdessen auf einem Elefanten und stellte diesen wegen der relativ geringen Höhe zusätzlich auf einen Stufenbau und ein Postament. Die Idee eines Trageelefanten geht wohl auf den Roman Hypnerotomachia Poliphili (1499) von Francesco Colonna zurück, in dem ein künstlicher Elefant (elephantina machina) abgebildet ist, der einen Obelisken auf dem Rücken trägt. Die Elephantenskulptur ist ein Meisterwerk des Ercole Ferrata, der den Entwurf ausführte. Da Paglia warnte, nur mit seinen vier Beinen werde der Elefant den Obelisk nicht tragen können, ließ man unter seinem Bauch einen massiven Steinblock stehen und versteckte diesen unter einer breiten, bis zum Boden reichenden Satteldecke.
Der Sockel ist mit zwei Inschriften versehen:

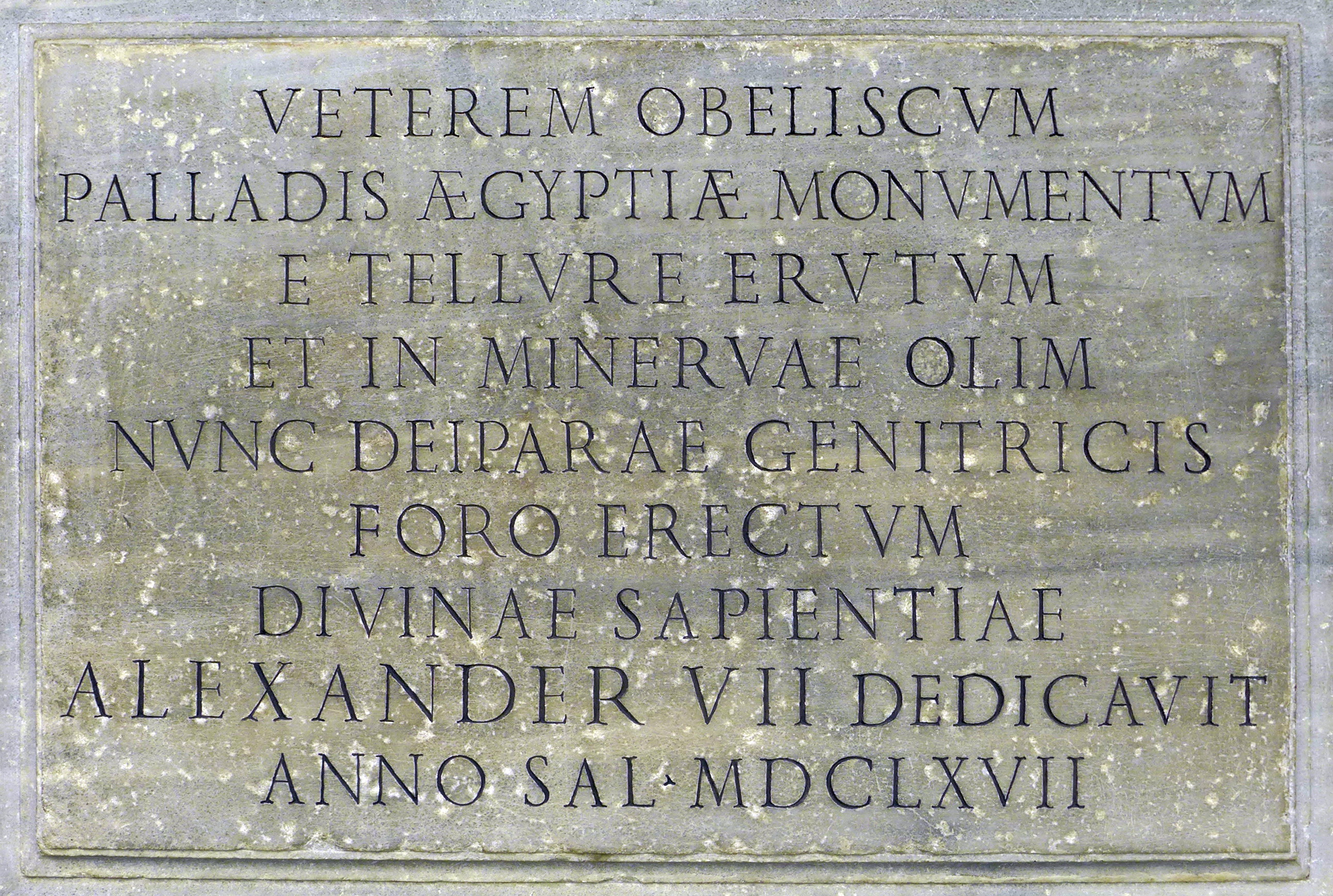
Inschrift A am Sockel von Berninis Elefanten
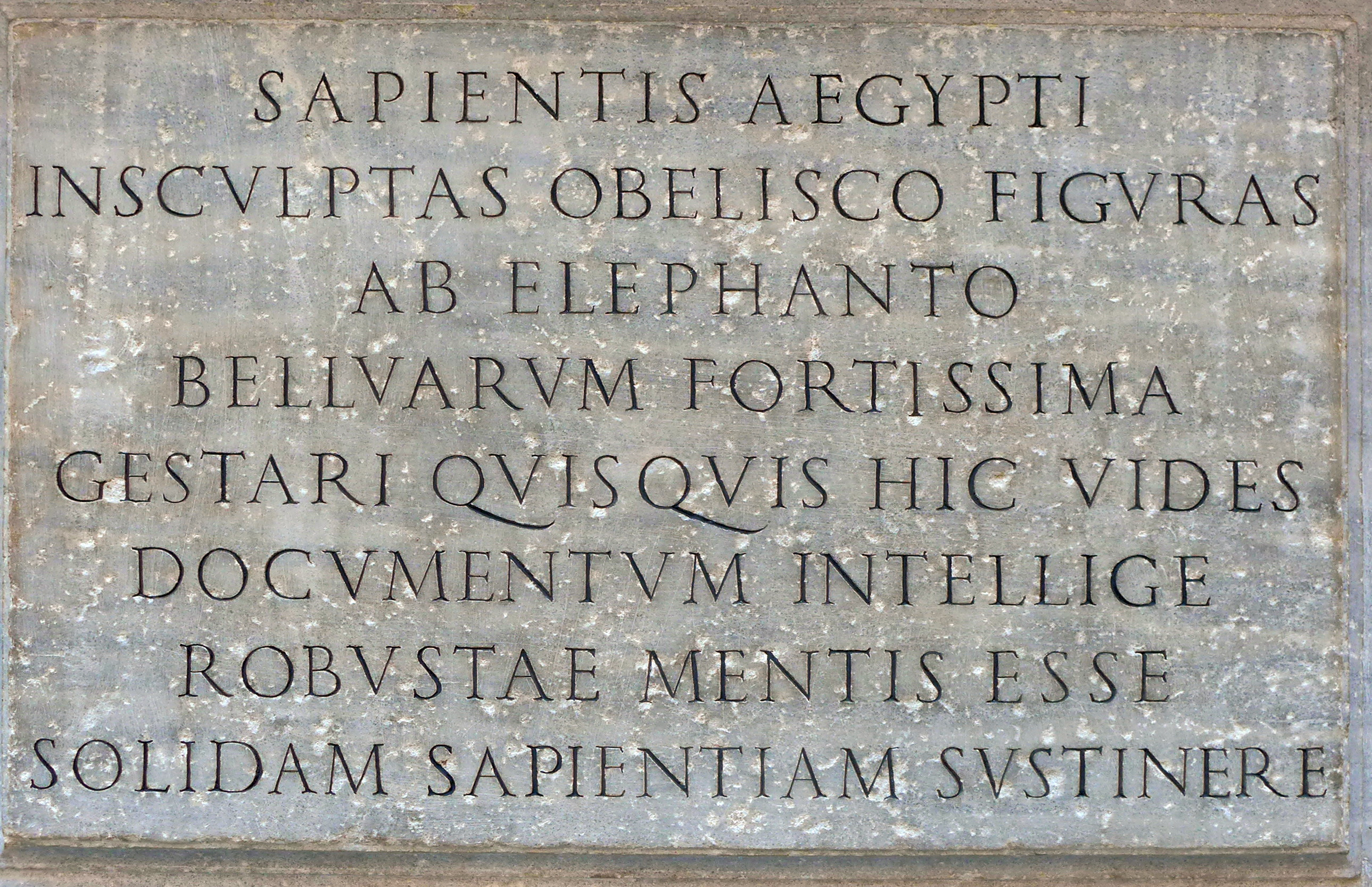
Inschrift B am Sockel von Berninis Elefanten

Die Inschrift B lautet:
Sapientis Aegypti/ insculptas obelisco figuras/ ab elephanto/ belluarum fortissima/ gestari quisquis hic vides/ documentum intellige/ robustae mentis esse/ solidam sapientiam sustinere. Das heißt sinngemäß, der Elefant zeige, dass es eines robusten Geistes bedürfe, um eine solide Weisheit auszuhalten. Das Wort robust spielt dabei auf die Eiche im Wappen der Familie della Rovere und des Papstes Alexander VII. Chigi an. Julius II. della Rovere hatte seinem Bankier Agostino Chigi gestattet, den sechs Hügeln in ihrem Wappen die Eiche der della Rovere beizufügen. Julius II. verdankte den Namen und das Wappen della Rovere seinerseits seinem Onkel Sixtus IV., der beides von einer Turiner Familie übernommen hatte, mit der er nicht einmal verwandt war.